# Brachyctenistis pallescens
Brachyctenistis pallescens är en fjärilsart som beskrevs av Paul Dognin 1913. Brachyctenistis pallescens ingår i släktet Brachyctenistis och familjen mätare. Inga underarter finns listade i Catalogue of Life.